# Ervin Inniger
Ervin Lee Inniger jr. (Berne, 16 gennaio 1945) è un ex cestista e allenatore di pallacanestro statunitense, professionista nella ABA.